# Apotekaren (opera)
Apotekaren (Lo speziale) är en opera buffa (Dramma giocosa) i tre akter av Joseph Haydn med text av Carlo Goldoni.

## Historia
Operan är inte ett sångspel med talad dialog utan en riktig, genomkomponerad opera med recitativ och arior. Från början skrevs Volpinos parti för en sopran, som parodi på tidens kastrater, men nu sjungs det i moderna bearbetningar av en tenor. Orkestern har en blygsam roll, och det är enbart i ackompanjemanget till ariorna som Haydn använder blåsarna. I finalen kompletterar han med trumma och triangel för att tillmötesgå samtidens förkärlek för "turkisk" musik av det slag som vi även möter i Mozarts opera Enleveringen ur Seraljen. Operan uruppfördes hösten 1768 på slottet Esterházy i Eisenstadt. Den uppfördes på nytt vid furst Esterházys besök i Wien 1770 men låg sedan glömd i slottsarkiven till 1895.
Svensk premiär den 2 juli 1991 på Musikteatern i Värmland.

## Personer
- Sempronio, apotekare (bas)
- Grilletta, hans myndling (sopran)
- Volpino, en ung vivör (sopran eller tenor)
- Mengone, Sempronios medhjälpare (tenor)

## Handling
Akt I
Den gamle apotekaren Sempronio har tappat intresset för sitt yrke och läser i stället om främmande länder, som han drömmer om att besöka. Han vill gifta sig med sin myndling Grilletta, men hon tvekar mellan två kavaljerer, den blyge Mengone och den rike, glade Volpino. Den sistnämnde funderar ut en plan.
Akt II
Volpino säger till apotekaren att han representerar en turkisk pascha som söker en fältapotekare, och som tack för att han ordnar platsen åt Sempronio vill han gifta sig med Grilletta. Apotekaren vill förstås gärna till Turkiet men skyndar sig att skicka sin medhjälpare Mengone efter en notarie så att han själv kan gifta sig med sin myndling innan Volpino kommer tillbaka. Både Grilletta och hennes kavaljer genomskådar hans plan och de två ungherrarna dyker upp förklädda till notarier och försöker få sina egna namn infogade i äktenskapskontraktet. Sempronio upptäcker vad som är på färde och sänder bud efter sin egen notarie.
Akt III
Volpino inträder förklädd till paschan och kräver Grillettas hand. Apotekaren är motspänstig och då börjar främlingarna förstöra burkar och flaskor. Sempronio bönfaller Grilletta och Mengone om bistånd, och Grilletta, som har känt igen Volpino, lovar att hjälpa till på villkor att hon får gifta sig med Mengone. Sempronio skriver under och de båda älskande sliter förklädnaden av Volpino som måste finna sig i att han har förlorat spelet om Grilletta.